# Germanizacja w Polsce (1939–1945)

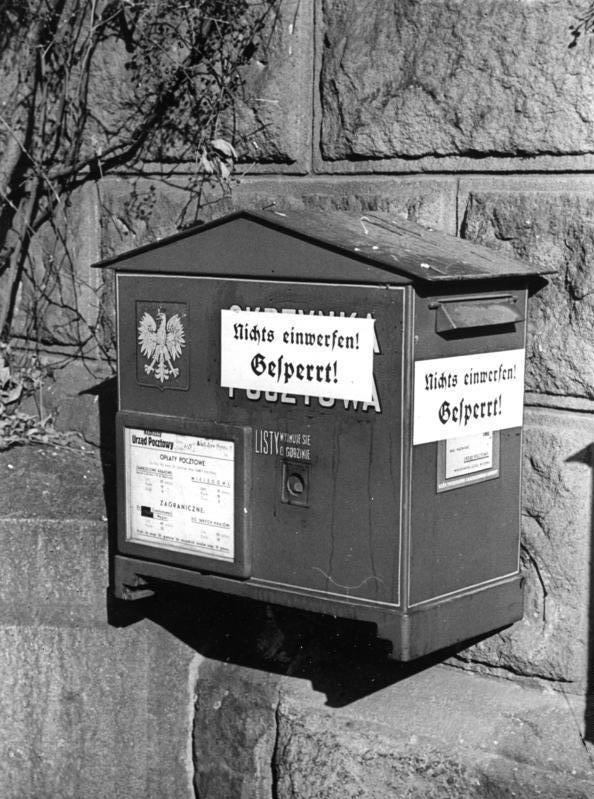
Skrzynka pocztowa podczas niemieckiej okupacji w Poznaniu

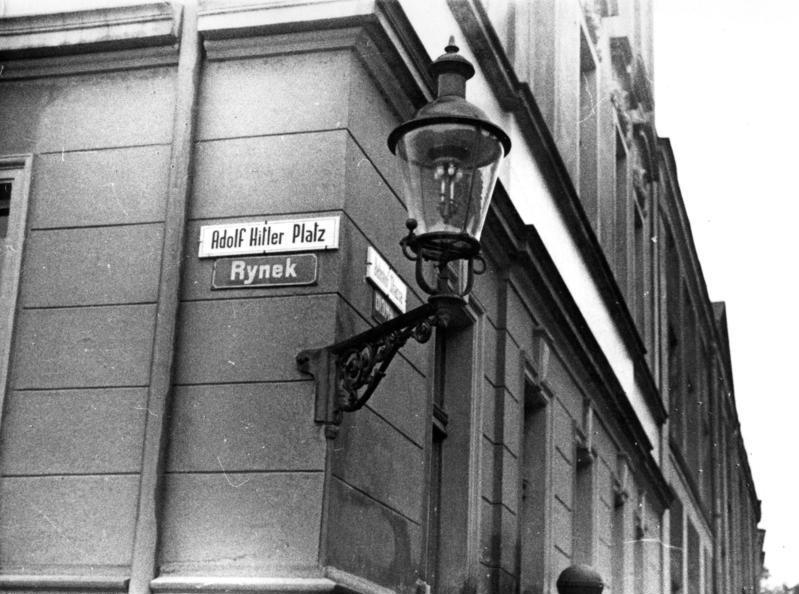
Rynek w Jarocinie przemianowany na Adolf Hitler Platz

Germanizacja w Polsce (1939–1945) – polityka germanizacyjna prowadzona przez nazistowskie Niemcy w okupowanej Polsce podczas II wojny światowej.

## Tło ideologiczne
„Adolf Hitler w Mein Kampf głosił, że zniemczenie czysto językowe nie oznacza jeszcze germanizacji, a obcy rasowo naród, który wyraża w nieniemieckiej mowie swoje myśli, kompromituje wielkość i godność narodu niemieckiego. Realizacja akcji germanizacyjnej wymagała zmiany charakteru narodowego okupowanego terenu poprzez wysiedlenie części ludności polskiej i asymilację pozostałej, uznanej za element „pożądany ze względów rasowych”
Największą skalę osiągnęła germanizacja na terenach zdobytych przez wojska niemieckie w czasie II wojny światowej. Adolf Hitler w swoich przemówieniach wielokrotnie podkreślał potrzebę wyparcia i wyniszczenia Polaków na terenie Polski. Najbardziej znaną wypowiedzią na ten temat jest tzw. cytat armeński, który był częścią przemówienia Adolfa Hitlera do dowódców niemieckich. 25 listopada 1939 r. w Urzędzie do Spraw Polityki Rasowej NSDAP powstał kodyfikujący te uprzedzenia memoriał Erharda Wetzela i Günthera Hechta pt. „Traktowanie ludności byłych obszarów Polski z punktu widzenia polityki rasowej”, który głosił wprost:
- „Nadający się do zniemczenia Polacy otrzymają niemieckie nazwiska po przejściu całkowitego procesu germanizacji, co trwać będzie od dwóch do trzech pokoleń. Językiem urzędowym, handlowym i potocznym winien być tylko język niemiecki, urzędnikami zaś na byłych terenach polskich mogą być tylko Niemcy (...). Dążeniem naszym jest zgermanizowanie w jak najszybszym czasie całej nadającej się do tego ludności (...). Należy wysiedlić element zdecydowanie polski (...) Polakom nie wolno uczęszczać do szkół średnich, do szkół zawodowych, ani też wyższych (...). Nie wolno odprawiać nabożeństw w języku polskim (...) Zabrania się wszelakich zrzeszeń, korporacji i zjednoczeń świeckich i kościelnych, jak również należy zamknąć polskie restauracje, kawiarnie i kina, a nadto znieść wszelką polską prasę i wydawnictwa książek (...). Te osoby, które wydają się niezdolne do przenarodowienia, muszą być utrzymywane na najniższym stopniu kultury (...). Spośród ludności przeznaczonej na wysiedlenie należy wybierać dzieci rasowo wartościowe w wieku najwyżej 8–10 lat i umieścić je w Rzeszy (...) Z krewnymi polskimi nie wolno im utrzymywać żadnych kontaktów (...) Poza tym wysiedlić należy: wszystkich Polaków, którzy przybyli na teren Nowej Rzeszy po 1 października 1918 r., całą polską inteligencję, działaczy polskich, tych spośród tzw. neutralnych Polaków, którzy nie dadzą się zniemczyć, wszystkich Żydów (...) i wszystkich mieszańców polsko-żydowskich” (...) Polskich dzienników nie będzie, jak również nie będą wydawane książki polskie i czasopisma[2][3].

## „Dziel i rządź”
Niemcy stosowali wobec podbitej Polski starą zasadę dziel i rządź. Według niej przeprowadzono plany germanizacyjne skierowane wobec etnicznych mieszkańców różnych polskich regionów. Najbardziej znaną akcją germanizacyjną była tzw. Goralenvolk. Heinrich Himmler w swoim ściśle tajnym memorandum pt. „Traktowanie obcych rasowo na wschodzie”, datowanym na 25 maja 1940 roku opisał niemiecką taktykę w Polsce:„Musimy podzielić Polskę na tak wiele różnych grup etnicznych, na wiele części i podzielonych grup jak to jest tylko możliwe”. Natomiast w swoich refleksjach pt. „Kilka myśli o traktowaniu obcoplemiennych na wschodzie” (niem. Einige Gedanken über die Behandlung der Fremdenvölker im Osten) pisze: „Musimy starać się uznawać i podtrzymywać jak najwięcej odrębnych narodowości, a więc obok Polaków i Żydów także Ukraińców, Białorusinów, Górali, Łemków i Kaszubów. Jeśli gdziekolwiek jeszcze się da znaleźć jakieś odłamy narodowościowe – to te także.(...) Chcę przez to powiedzieć, że najbardziej zainteresowani jesteśmy nie tym ażeby ludność wschodu jednoczyć, lecz przeciwnie, ażeby ją rozbić na możliwie wiele części i odłamów. Nie leży w naszym interesie doprowadzanie wymienionych narodowości do jedności i wielkości i stopniowe budzenie wśród nich świadomości narodowej i rozwijanie kultury narodowej, lecz przeciwnie, rozbicie ich na niezliczone małe odłamy i cząstki. (...)W ciągu (...) 4 do 5 lat np. pojęcie Kaszubów musi stać się nieznane, ponieważ wówczas kaszubskiego narodu już nie będzie (odnosi się to szczególnie do Prus Zachodnich). Musi być także możliwe w okresie nieco dłuższym spowodowanie zniknięcia na naszym obszarze narodowych pojęć Ukraińców, Górali i Łemków. To co zostało powiedziane o tych odłamach narodowych, odnosi się w odpowiednio większych rozmiarach także do Polaków”.

## Germanizacja nazw
Na konferencji Hansa Franka z Josefem Bühlerem na temat zniemczania nazewnictwa w Generalnym Gubernatorstwie, które odbyło się 1 sierpnia 1940 roku w Krakowie ustalono, że od 1 września 1940 każdy centralny plac w miastach ma nosić nazwę „Adolf Hitler Platz”, a prowadzące do niego główne ulice mają się nazywać Reichsstrasse, Strasse der Wehrmacht oraz Strasse der Bewegung.
Niemal wszystkie nazwy miejscowości na terenach włączonych do Rzeszy, a także część nazw miejscowości w Generalnym Gubernatorstwie zostały zmienione na niemieckie. Dla przykładu Łódź zmieniono na Litzmannstadt, Rzeszów zmieniono w 1941 na Reichshof, Zamościowi, którzy Niemcy uznawali za miasto niemieckie, planowano nadać nazwę Himmlerstadt na cześć Heinricha Himmlera. Germanizowano również nazwy ulic, do których początkowo dodawano drugą niemiecką nazwę, a później zmieniano na całkowicie niemieckie. W czasie okupacji hitlerowskiej wszystkie nazwy ulic zmienione zostały na niemieckie pisano gotykiem, czasem tylko z zachowaniem pierwotnego sensu nazewnictwa. W każdym praktycznie mieście główna ulica była nazywana „Hitlerstraße” od imienia Adolfa Hitlera. W Łodzi 7.11.1939 roku prezydent policji zarządził usunięcie w miejscach publicznych wszystkich tablic z polskimi nazwami włącznie z polskimi nazwami towarów sprzedawanych w sklepach.

## Niszczenie polskiej kultury i nauki

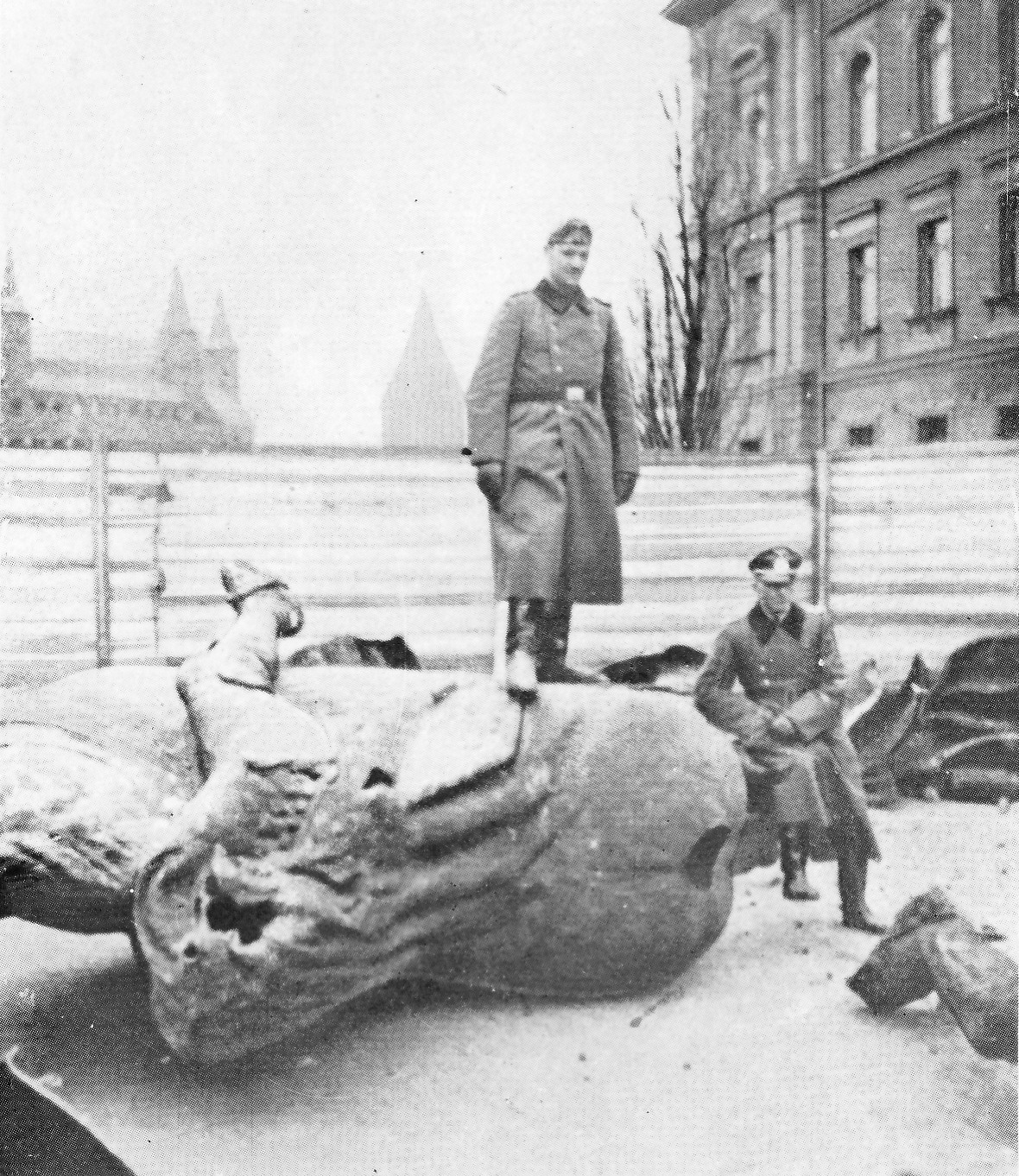
Zniszczenie Pomnika Grunwaldzkiego w Krakowie w listopadzie 1939

Joseph Goebbels stwierdził natomiast 31 X 1939 roku: „Polacy zasadniczo nie powinni mieć teatrów, kin (...). W Generalnym Gubernatorstwie należy zamknąć wyższe szkoły i seminaria (...). Polakom należy zostawić takie możliwości kształcenia, które ukażą im beznadziejność ich położenia narodowego”. Rozporządzeniem Hansa Franka zlikwidowano na terenie GG szkolnictwo powyżej podstawowego oraz całkowicie zakazano nauczania historii.
Okupacyjne władze niemieckie Generalnego Gubernatorstwa podejmowały działania mające na celu uniemożliwienie rozwoju kulturalnego ludności polskiej w szerokim zakresie, główne wytyczne w tym zakresie zawierał program polityki narodowościowej autorstwa dr. E. Wetzla i dr. G. Hechta opracowany przez Urząd do Spraw Rasowo-Politycznych NSDAP z 25 listopada 1939, oparty na wytycznych Adolfa Hitlera przedstawionych na konferencji w niemieckim Ministerstwie Spraw Wewnętrznych w dniu 23 listopada 1939. Dokument stwierdzał m.in.: 

Uniwersytety i inne szkoły wyższe, szkoły zawodowe, jak i szkoły średnie były zawsze ośrodkiem polskiego szowinistycznego wychowania i dlatego powinny być w ogóle zamknięte. Należy zezwolić jedynie na szkoły podstawowe, które powinny nauczać jedynie najbardziej prymitywnych rzeczy: rachunków, czytania i pisania. Nauka w ważnych narodowo dziedzinach, jak geografia, historia, historia literatury oraz gimnastyka, musi być zakazana.

Kierownika polskiego Ministerstwa Oświaty, K. Szelągowskiego wraz z kilkoma wyższymi urzędnikami tego ministerstwa wywieziono do obozu koncentracyjnego w Sachsenhausen. Następnie zlikwidowano szkoły wyższe i średnie. Decyzją generalnego gubernatora Franka z 18 czerwca 1940 wznowiono działalność części szkół podstawowych i zawodowych z ograniczonym programem nauczania, ograniczonym do poziomu niemieckiego wyszkolenia technicznego. Dodatkowe drastyczne rozwiązania w sferze edukacji zaproponował Heinrich Himmler w dokumencie z dnia 15 maja 1940, w którym proponuje aby na terenie Polski pozostały jedynie czteroklasowe szkoły powszechne, uczono by w nich liczenia do 500, pisania nazwiska i wpajano by zasadę, iż nakazem bożym ludności polskiej jest posłuszeństwo wobec Niemców, uczciwość, pilność i grzeczność. Nie byłoby konieczne aby ludność polska potrafiła czytać.

## Eksterminacja biologiczna

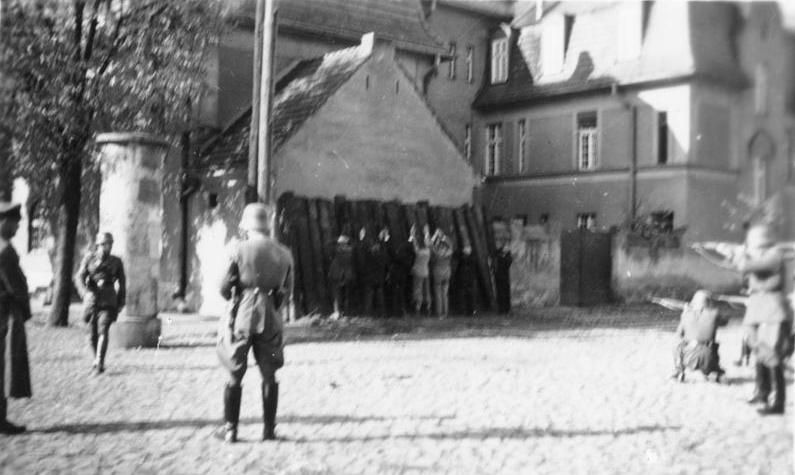
Egzekucja Polaków przez SS Einsatzgruppen 20.10.1939 w Kórniku

„Tylko naród, którego warstwy kierownicze zostaną zniszczone da się zepchnąć do roli niewolników” Adolf Hitler, 1939.
Germanizacji ludności polskiej służyły także drobiazgowo zaplanowane i systematyczne akcje planowej eliminacji ludności polskiej. W czasie ataku na Polskę w roku 1939 do poszczególnych grup armii niemieckiej przydzielone zostały oddziały Einsatzgruppen, które według list proskrypcyjnych zwanych Sonderfahndungsbuch Polen stworzonych przez wywiad w przedwojennej Polsce wspólnie z bojówkami mniejszości niemieckiej Volksdeutscher Selbstschutz prowadziły eksterminację elity polskiej Intelligenzaktion. Po klęsce militarnej Rzeczypospolitej eksterminacja polskiej inteligencji realizowana była w wielu akcjach jak Operacja Tannenberg, Akcja AB, które miały pozbawić Polskę elity politycznej, naukowej, społecznej, kulturalnej i wojskowej.
Łącznie, w wyniku „Akcji Inteligencja”, zginęło ok. 100 000 Polaków, spośród których 50 000 zamordowano w ramach tzw. „akcji bezpośredniej” (tj. rozstrzelano), a kolejne 50 000 wysłano do obozów koncentracyjnych, gdzie przeżył jedynie znikomy procent. Najbardziej ucierpiały ziemie włączone do Rzeszy, gdzie zamordowano ok. 40 000 osób, a dalszych 20 000 wysłano do obozów koncentracyjnych. 

## Wysiedlenia

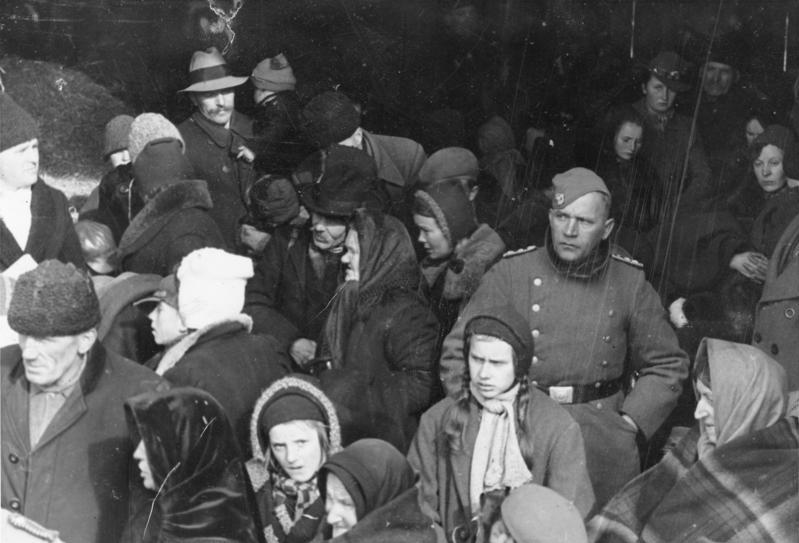
Polacy wysiedleni z Kraju Warty w 1939 roku w obozie przejściowym

Przeprowadzano także na szeroką skalę szereg akcji wysiedleńczych z terenów zajętych przez Niemcy. Niemcy przeprowadzili je w ramach szeroko zarysowanego planu tzw. Generalnego Planu Wschodniego. Celem akcji była próba sprowadzenia narodu polskiego do stanu społeczeństwa bezkulturowego, które łatwo będzie wynarodowić i podporządkować. Hans Frank, gubernator Generalnego Gubernatorstwa, na posiedzeniu rządu 11 marca 1942 w Krakowie stwierdził: „...celem naszym (...) winno być opróżnienie dla osadnictwa niemieckiego całego Kraju Wisły (niem. Weichselland) włącznie z Galicją. Będzie to oczywiście możliwe tylko wówczas, jeśli się z biegiem czasu usunie stąd obce narodowości – Polaków i Ukraińców. Nie ulega wątpliwości, że przeprowadzenie takich zmian potrwa dziesiątki lat; jest to jednakże jedynie słuszna linia postępowania; każda inna jest błędna”.

## Rabunek dzieci polskich

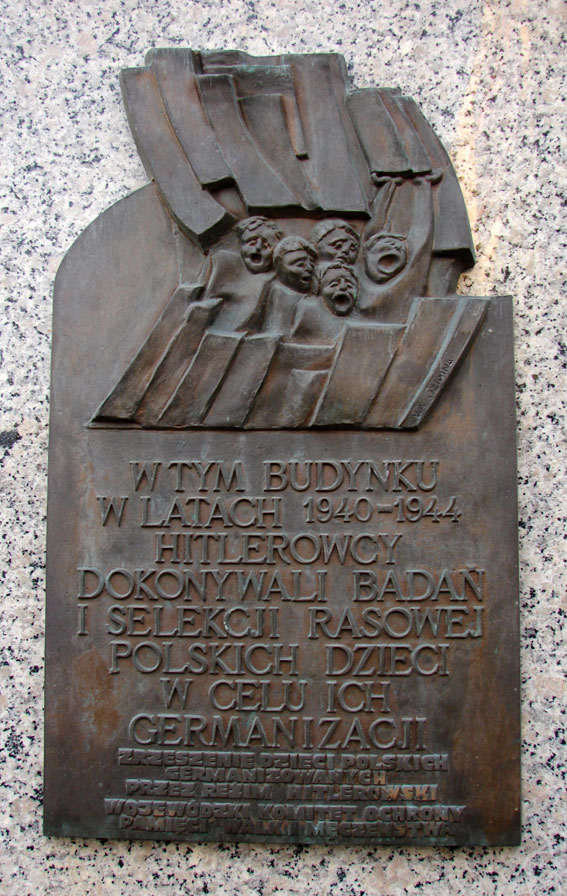
Tablica umieszczona na ul. Piotrkowskiej w Łodzi upamiętniająca dzieci poddane selekcji rasowej.

Już od samego początku wojny metodycznie realizowano wytyczne polityki germanizacyjnej wobec polskich dzieci sformułowane przez Heinricha Himmlera, który podczas przemówienia do generałów SS wygłoszonym w Poznaniu pod koniec 1943 roku stwierdził:
„Weźmy od innych narodów to, co dla naszej krwi przedstawia pewną wartość, porywając, o ile to będzie konieczne, dzieci i wychowując je tu wśród nas”.
Sposób realizacji tego przedsięwzięcia został sprecyzowany w programie narodowościowym Urzędu do Spraw Rasowo-Politycznych NSDAP z 25 listopada 1939 r., autorstwa dr. E. Wetzla i dr. G. Hechta, oraz w memoriale Himmlera z 1940 r. Nakazywano w nim coroczne obowiązkowe badania dzieci polskich z Generalnego Gubernatorstwa w przedziale wiekowym od 6 do 10 lat. Wszystkie, które odpowiadały wymogom rasowym, w świetle tego dokumentu miano wysiedlić do Rzeszy i zgermanizować. Dużą liczbę dzieci Niemcy wywieźli z Zamojszczyzny podczas przymusowych wysiedleń ludności polskiej w ramach Generalplan Ost. Część dzieci polskich, u których niemieccy lekarze-antropolodzy stwierdzili obecność odpowiednich cech rasowych, przeznaczono do germanizacji w niemieckich rodzinach i domach dziecka.
W 1942 roku Główny Urząd Rzeszy dla Spraw Umocnienia Niemczyzny z siedzibą w Berlinie wystosował tzw. rozporządzenie nr. 67/I, które stanowiło podstawę dla działalności germanizacyjnej szeregu niemieckich instytucji działających w okupowanej Polsce jak sieć ośrodków Lebensborn, Niemieckie Szkoły Ojczyźniane, Urzędy Rasy i Osadnictwa oraz szereg władz administracyjnych i wojskowych. Dokument ten dotyczący „zniemczania dzieci z rodzin polskich i byłych polskich sierocińców” zalecał weryfikację dzieci „nadających się do zniemczenia” poprzez ich selekcje na podstawie badań rasowych i psychologicznych oraz umieszczanie:
„...dzieci w wieku od 6 do 12 lat w Niemieckich Szkołach Ojczyźnianych, a w wieku od 2 do 6 lat u rodzin, które wskaże Lebensborn”.
Ofiarami nazistowskiego programu selekcji rasowej oraz germanizacji padły dzieci z Polski, Rumunii, Czechosłowacji, Słowenii, Francji, Belgii, Luksemburga i Norwegii. Szacuje się, że w tym czasie rodzicom różnych narodowości odebrano około 250 tysięcy dzieci, w tym najwięcej, bo aż 150 tysięcy z Polski. Wiele z nich wywieziono do Austrii. Po zakończeniu wojny jedynie 25 tysięcy polskich dzieci przeznaczonych do germanizacji powróciło do swoich rodziców. Z kilkunastu tysięcy dzieci wywiezionych z zamojskiego tzw. Dzieci Zamojszczyzny udało się po wojnie odzyskać około 800. Jednym z najbardziej znanych losów takiego dziecka jest historia Alojzego Twardeckiego.